# Carlos Belo de Morais
Carlos Belo de Morais (Crato, 29 de novembro de 1868 — Lisboa, 1 de junho de 1933) foi um médico e professor de Medicina que se distinguiu no campo de semiologia clínica.

## Biografia
Formou-se em Medicina pela Escola Médico-Cirúrgica de Lisboa no ano de 1892, apresentando como dissertação o trabalho intitulado Questoes de higiene e profilaxia da tuberculose. Em 1899 concorreu ao cargo de lente da Escola Médico-Cirúrgica de Lisboa apresentando o estudo O aparelho tiroideu, o que lhe permitiu aceder por concurso ao magistério e ser nomeado em 1900 assistente clínico no Hospital de São José. Ao longo da sua carreira docente, foi professor das cadeiras de Medicina Legal e Fisiologia Especial com Propedêutica Médica, de Patologia Interna e Clínica Médica.
Com a criação da Universidade de Lisboa, foi nomeado director da Faculdade de Medicina da Universidade de Lisboa, onde exerceu profunda influência na formação médica. Na vertente pedagógica, distinguiu-se pelo seu método de ensino, considerado estimulante e cativador, e pelo seu trabalho no campo da semiologia médica e da sistematização da história clínica.
Foi sócio da Sociedade de Ciências Médicas de Lisboa, de que foi o 31.º presidente.
O seu nome é lembrado na toponímia de de várias povoações, entre as quais o Crato (Largo Doutor Belo de Morais), Carnaxide (Rua Doutor Carlos Belo de Morais) e Massamá (Praceta Professor Doutor Carlos Belo de Morais).